# George Johnson
George Johnson foi um futebolista e treinador de futebol inglês, foi treinador do Leicester City de 1 de agosto de 1898 até 1 de janeiro de 1907. esteve no cargo por sete temporadas, comandando o clube em 301 jogos,com 114 vitórias,115 derrotas e 72 empates..